# Gephyromantis boulengeri
A Gephyromantis boulengeri   a kétéltűek (Amphibia) osztályába és  a békák (Anura) rendjébe aranybékafélék (Mantellidae) családjába tartozó faj. 

## Előfordulása
Madagaszkár endemikus faja. A sziget keleti részén, Maroantsetrától Ambiláig, valamint a Nosy Mangabe és Sainte-Marie szigeteken, a tengerszinttől 1200 m-es magasságig honos.

## Nevének eredete
Nevét George Albert Boulenger belga származású brit zoológus tiszteletére kapta.

## Megjelenése
Kis méretű Gephyromantis faj. Testhossza 25–30 mm, egyes populációinak egyedei (pl. Andasibe) kisebbek, mint más populációéi (pl. Nosy Mangabe sziget). Háti bőre szemcsézett, nem található rajta hosszanti bőrredő. Színe igen változatos, bár a sötétbarna dominál. Felső ajkán nincs folyamatos fehér sáv. Mellső lába úszóhártya nélküli, hátsón kezdetleges úszóhártya található. A hímek combján jól látható mirigy, torkuk alatt kettős, feketés színű hanghólyag található.

## Természetvédelmi helyzete
A vörös lista a nem fenyegetett fajok között tartja nyilván. A keleti esőerőöv több természetvédelmi területén előfordul. Élőhelyének elvesztése fenyegeti a mezőgazdaság, a fakitermelés, a szénégetés, az invázív eukaliptuszfajok terjeszkedése, a legeltetés és a lakott területek növekedése következtében.